# Bạc azide
Bạc azua là một hợp chất vô cơ có công thức hóa học AgN3. Nó là một chất rắn không màu được biết đến là chất nổ.

## Cấu trúc và tính chất hóa học
Bạc azua có thể được điều chế bằng cách cho dung dịch bạc nitrat phản ứng với natri azua. Bạc azua sẽ cho kết tủa màu trắng dưới dạng chất rắn, chỉ còn lại natri nitrat trong dung dịch
AgNO3 (dd) + NaN3 (dd) → AgN3 (r) + NaNO3 (dd)
|   |   |   |   |
| ? | ? | ? | ? |